# عصام طنطاوي
عصام طنطاوي (1954-) فنان تشكيلي فلسطيني ولد في مدينة القدس، ثم لجأ مع عائلته إلى الأردن بعد النكسة في عام 1967، ودرس في مدارس الغوث وتشغيل اللاجئين في الأردن.

## سيرته
عصام طنطاوي عمل رساماً للمناهج الدراسية في وزارة التربية والتعليم الأردنية بين العامين (1974-1976) ووشغل منصب مدير فني في شركة تصميم في السعودية من عام 1976 وحتى عام 1984، ومن ثم عمل كمدير لمؤسسة الهدف للتصميم في عمان بين عامين (1985-2001) وقام بالتقاط اكثر من 1200 صورة فوتوغرافية على عدسة كاميرته في رحلته من القاهرة إلى أسوان.
تنقل في أسلوبه الفني بين عدة أساليب من الواقعية إلى التعبيرية، والتعبيرية التجريدية، والتكعيبية التعبيرية، وانشغل في المكان بمكوناته الإنسانية والمعمارية، وبرز لديه الرسم التشخيصي لوجوه النساء والأطفال من المدن والأماكن من خلال النوافذ والأبواب كعناصر تراثية تجمع بين الحداثة والأصالة وكان مرسمه يقع بجانب كنيسة اللويبدة في العاصمة الأردنية عمان.

## معارضه
شارك في العديد من المعارض خلال مسيرته الفنية منها:
1. معرض إشبيلية الدولي (صر الاكتشافات) في إسبانيا عام 1992.
2. معرض فنانو دول عدم الانحياز في أندونيسيا عام 1995.
3. معرض جاليري عالية للفنون التشكيلية في الأردن عام 1997.
4. معرض في متحف الشارقة عام 1998.
5. معرض الحرب في المركز الثقافي الفرنسي في الأردن عام 2003.
6. معرض بدون عنوان، جاليري المشرق في الأردن عام 2011.